# Kalmar HC (1968-2000)
Kalmar HC var en ishockeyförening från Kalmar. Ishockeyn i Kalmar började under 1940-talet och Kalmar FF:s hockeysektion började spela seriespel 1946. Namnet Kalmar HC började användas 1968 i samband med att Kalmar FF:s ishockeysektion brutit sig ur moderföreningen.
Säsongerna 1948/1949, 1949/1950 och 1950/1951 samt 1955/1956 spelade man i Division II Södra B (vid den tiden andradivisionen i Sverige). Säsongen 1999/2000 vann man höstserien av Division II Götaland C och fick spela vårserien i Division 1 Södra B. Där slutade man femma av åtta lag vilket innebar spel i Kvalserie C till division 1 vilken man vann, vilket i sin tur innebar att man skulle få fortsätta spela i division 1. Föreningen gick dock i konkurs år 2000 efter många års kamp med ekonomin.

### Fotnoter
1. ↑  ”Om klubben”. Kalmar hockey. https://www.kalmarhockey.com/kalmarhc/om. Läst 26 december 2017.
2. ↑  Klas Palmqvist (22 maj 2013). ”Kalmar FF började med att slå Öster – i ishockey!”. Östra Småland. Arkiverad från originalet den 28 juli 2018. https://web.archive.org/web/20180728141111/http://bollkultur.blogg.ostrasmaland.se/2013/05/kalmar-ff-borjade-med-att-sla-oster-i-ishockey/. Läst 26 december 2017.
3. ↑  ”Championnaat de Suède 1948/49”. Hockey Archives. http://www.hockeyarchives.info/Suede1949.htm. Läst 26 december 2017.
4. ↑  ”Championnaat de Suède 1949/50”. Hockey Archives. http://www.hockeyarchives.info/Suede1950.htm. Läst 26 december 2017.
5. ↑  ”Championnaat de Suède 1950/51”. Hockey Archives. http://www.hockeyarchives.info/Suede1951.htm. Läst 26 december 2017.
6. ↑  ”Championnaat de Suède 1955/56”. Hockey Archives. http://www.hockeyarchives.info/Suede1956.htm. Läst 26 december 2017.
7. ↑  ”Privata lån till Kalmar HC”. SR P4 Kalmar. 7 juni 2001. http://sverigesradio.se/sida/artikel.aspx?programid=86&artikel=5146. Läst 26 december 2017.
8. ↑  Lena Carlin m.fl., red (2000). ”Division I”. Årets ishockey (Stroembergs Media Group):  sid. 330–332. ISSN 0347-2221.
9. ↑  Lena Carlin m.fl., red (2000). ”Division II”. Årets ishockey (Stroembergs Media Group):  sid. 332-333. ISSN 0347-2221.